# Новий Карапуз
Новий Карапуз (рос. Новый Карапуз) — селище у Убінському районі Новосибірської області Російської Федерації.
Входить до складу муніципального утворення Невська сільрада. Населення становить 53 особи (2010).

## Історія
Згідно із законом від 2 червня 2004 року органом місцевого самоврядування є Невська сільрада.

## Населення
| 2002 | 2007 | 2010 |
| ---- | ---- | ---- |
| 74   | →74  | ↘53  |